# Gianluigi Gonano
Gianluigi Gonano (Zara, 12 ottobre 1940) è un giornalista, fumettista e traduttore italiano noto per aver ideato e scritto la serie a fumetti de Il commissario Spada considerata uno delle più innovative del periodo.

## Biografia
Nato a Zara, vive a Milano dal 1948 dove diviene giornalista professionista nel 1965 lavorando nella redazione del quotidiano La Notte. Per un breve periodo vive a Parigi dove lavora come traduttore di racconti e romanzi di fantascienza per la rivista Gamma. Ritorna a Milano nel 1968 dove riprende l'attività giornalistica per la Rusconi; contemporaneamente esordisce come sceneggiatore di fumetti sul settimanale Il Giornalino, pubblicando la serie del Commissario Spada dal 1970 al 1982 e quella di "Oceano" (1972). Negli anni ottanta, conclusa la serie del commissario Spada, riprende a tempo pieno l'attività di giornalista fino a quando, nel 1994 scrive alcune sceneggiature per le serie Dylan Dog e Nick Raider edite dalla Sergio Bonelli Editore.

## Riconoscimenti
- Yellow Kid a Lucca Comics per la serie del Commissario Spada (1971)[12]